# Элло
Элло (итал. Ello) — коммуна в Италии, располагается в регионе Ломбардия, в провинции Лекко.
Население составляет 1241 человек (2008 г.), плотность населения составляет 555 чел./км². Занимает площадь 2 км². Почтовый индекс — 23848. Телефонный код — 0341.

## Демография
Динамика населения:

## Администрация коммуны
- Официальный сайт: http://www.comune.ello.lc.it/